# Лаказ (коммуна)
Лака́з (фр. Lacaze, окс. La Casa) — коммуна во Франции, находится в регионе Юг — Пиренеи. Департамент — Тарн. Входит в состав кантона От-Тер-д’Ок. Округ коммуны — Кастр.
Код INSEE коммуны — 81125.

## География

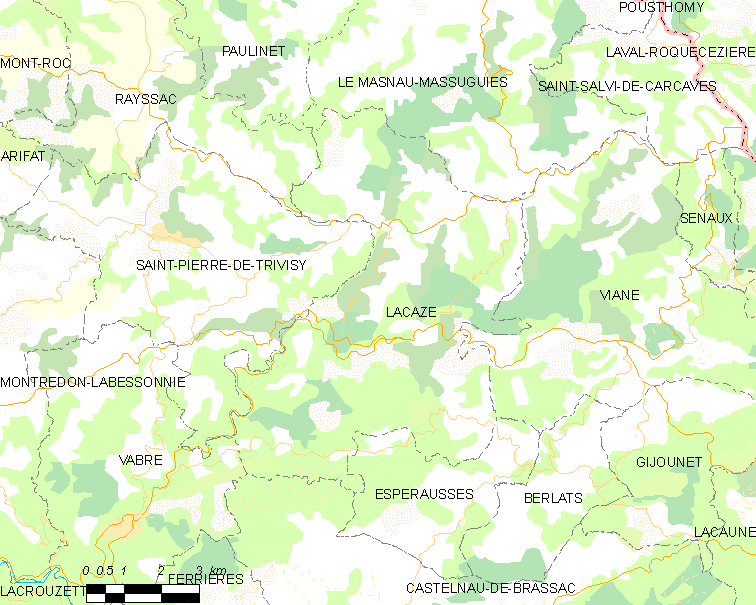
Карта коммуны

Коммуна расположена приблизительно в 570 км к югу от Парижа, в 90 км восточнее Тулузы, в 37 км к юго-востоку от Альби.
На севере коммуны протекает река Даду.

## Климат
Климат умеренно-океанический. Зима мягкая и дождливая, лето жаркое с частыми грозами. Ветры довольно редки.

## Население
Население коммуны на 2010 год составляло 308 человек.
| 1962 | 1968 | 1975 | 1982 | 1990 | 1999 | 2010 |
| ---- | ---- | ---- | ---- | ---- | ---- | ---- |
| 587  | 484  | 428  | 432  | 360  | 342  | 308  |

## Администрация
| Период | Период | Фамилия        | Партия | Примечания |
| ------ | ------ | -------------- | ------ | ---------- |
| 1971   | 1995   | Луи де Вильнёв |        |            |
| 1995   | 2001   | Жак Бонафе     |        |            |
| 2001   | 2008   | Луи де Вильнёв |        |            |
| 2008   | 2014   | Мишель Мадерн  |        |            |
| 2014   | 2020   | Ги Саблероль   |        |            |

## Экономика
В 2007 году среди 198 человек в трудоспособном возрасте (15—64 лет) 116 были экономически активными, 82 — неактивными (показатель активности — 58,6 %, в 1999 году было 66,8 %). Из 116 активных работали 104 человека (60 мужчин и 44 женщины), безработных было 12 (5 мужчин и 7 женщин). Среди 82 неактивных 3 человека были учениками или студентами, 62 — пенсионерами, 17 были неактивными по другим причинам.

## Достопримечательности
- Замок Лаказ (XVII век). Исторический памятник с 1927 года.[4]
- Фонтан XVII века. Исторический памятник с 1927 года.[5]

## Фотогалерея

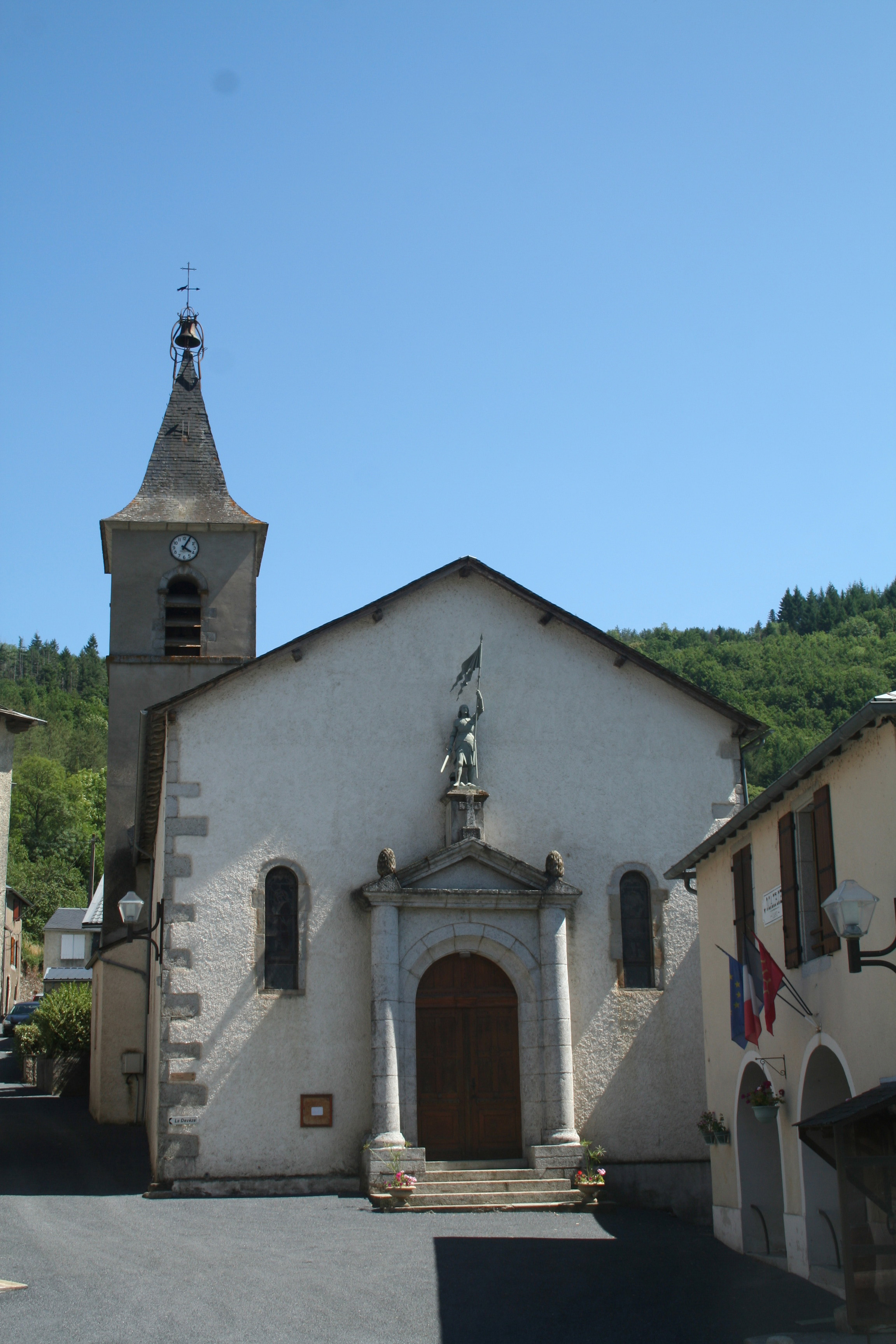
Церковь Нотр-Дам
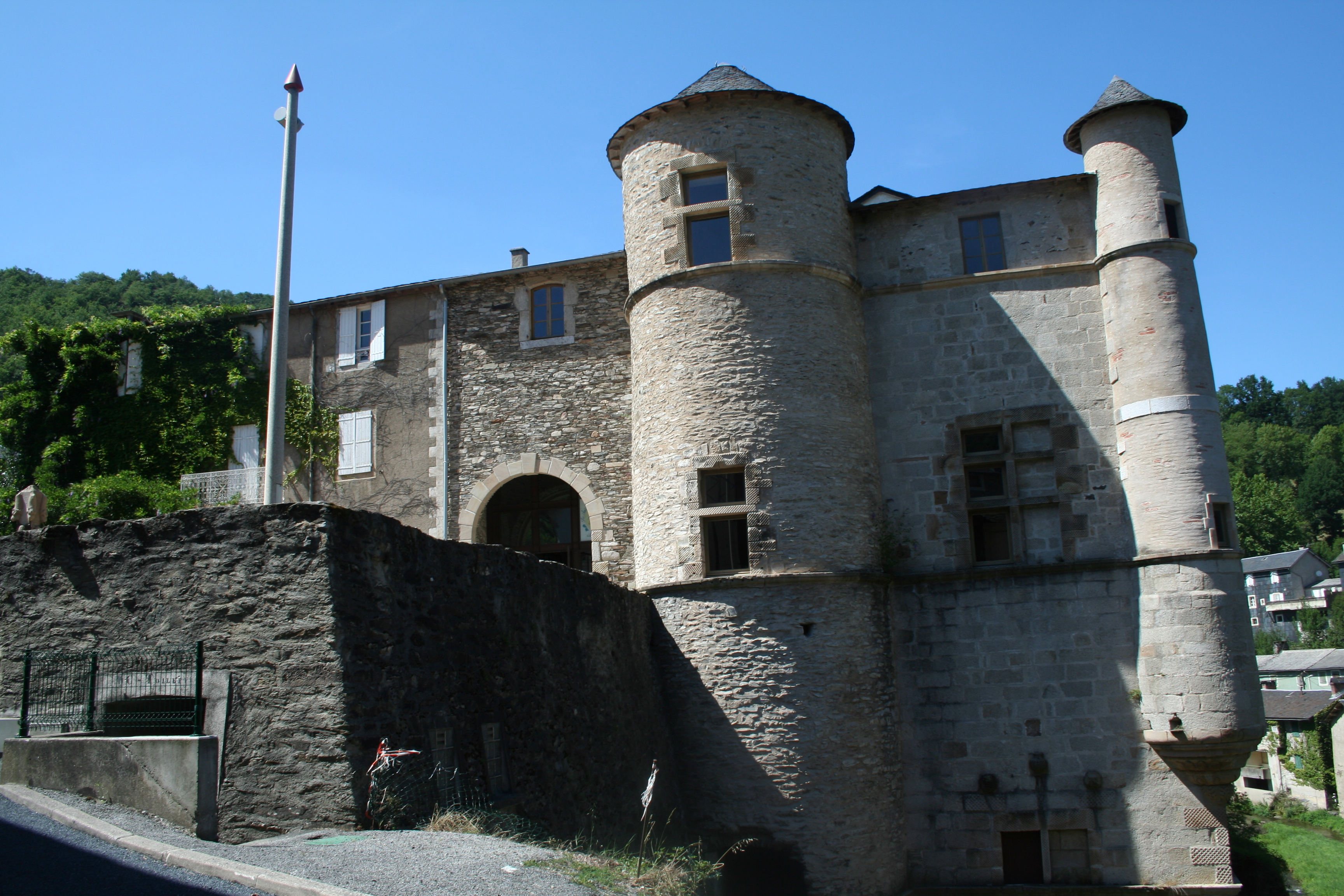
Замок Лаказ
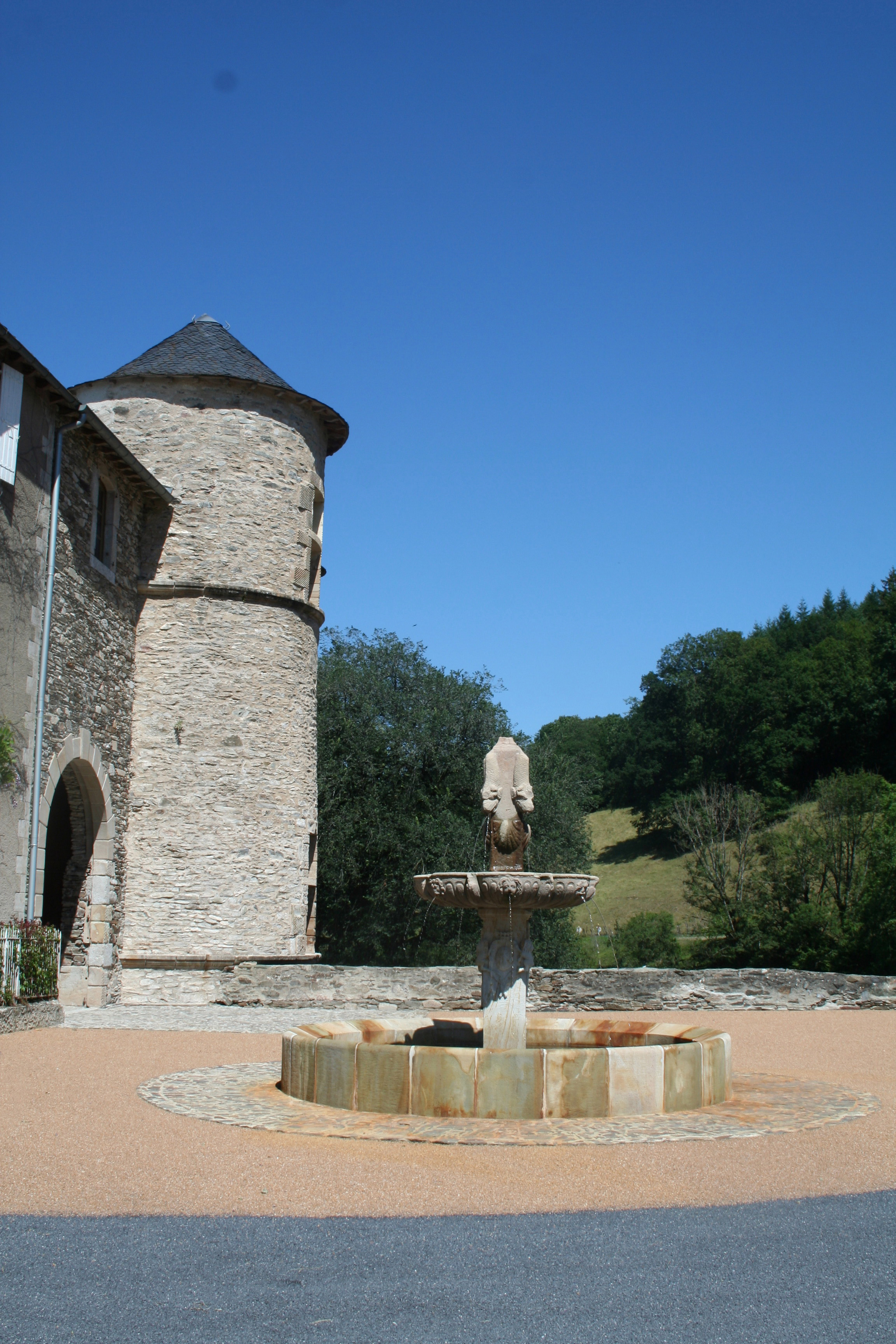
Фонтан
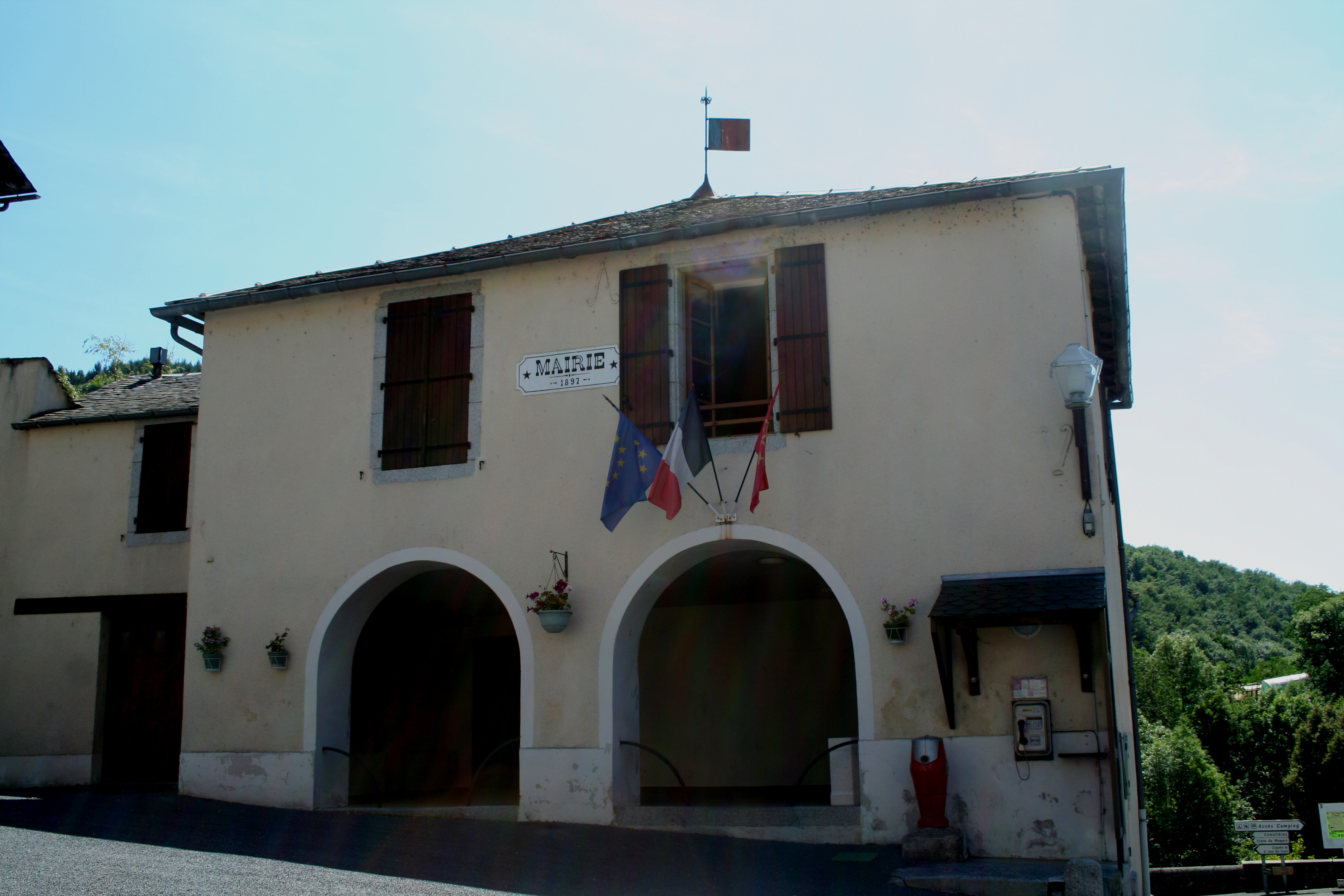
Мэрия
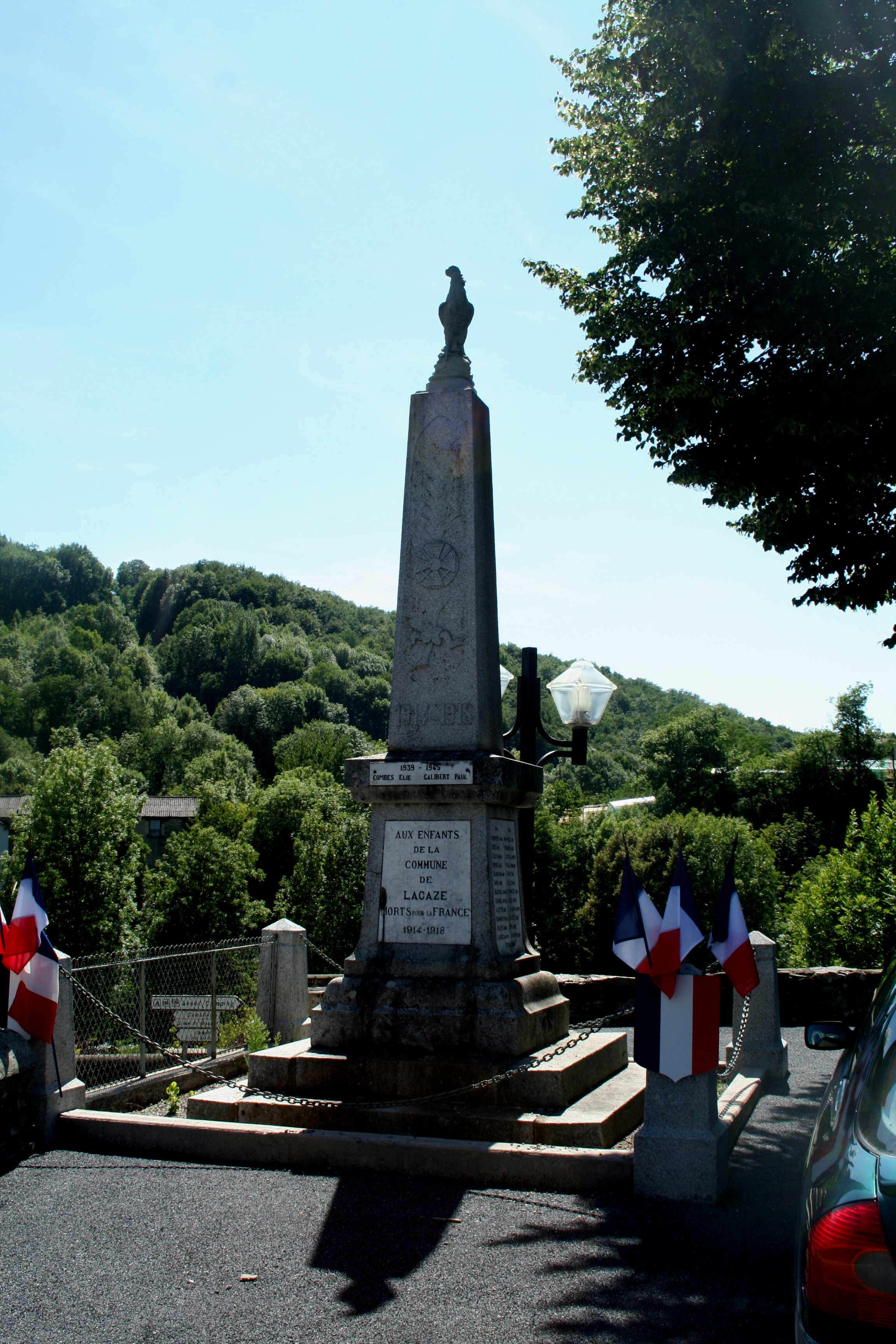
Военный мемориал